# Meduza (kabina)
Meduza – eksperymentalna podwodna komora mieszkalna dla nurków, zaprojektowana i wykonana w 1967 przez Antoniego Dębskiego i płetwonurków z klubu nurkowego "Posejdon". Miała zapewniać miejsce do odpoczynku dla nurków podczas głębokich nurkowań, w związku z długim czasem trwania takich nurkowań.

## Problem saturacji i prac na dużych głębokościach
Nurek pod wodą oddycha powietrzem (lub specjalną mieszanką, patrz: trimix, heliox, hydrox, neox i triox) pod zwiększonym w stosunku do normalnego, ciśnieniem (o około 1000 hPa na każde 10 m głębokości). Powoduje to, między innymi, że większa ilość gazów rozpuszcza się we krwi nurka i nasyca wszystkie tkanki. Aby uniknąć choroby kesonowej, wynurzanie się nurka (dekompresja) musi następować powoli, czas dekompresji zależy od osiągniętej głębokości oraz czasu zanurzenia i może sięgać wielu godzin. Powodowało to problemy ekonomiczne przy pracach na dużych głębokościach, bo każdy nurek mógł pracować efektywnie kilkanaście lub nawet kilkadziesiąt minut, a pozostałą część dnia poświęcał na wynurzanie się, połączone z dekompresją. Dodatkowym problemem był długi czas przebywania nurka w skafandrze i związane z tym niewygody. Część tych problemów rozwiązało użycie dzwonu nurkowego, w którym nurków transportowano na dno i po wykonaniu zadania na powierzchnię, gdzie można było przejść bezpośrednio do komory dekompresyjnej. Metoda ta wymaga odpowiednio wyposażonej jednostki (statek, barka), zakotwiczonej nad miejscem pracy i może być użyta tylko w czasie dobrej pogody.
Kabina podwodna umożliwiała wielodniowy pobyt pod wodą, pracę nurków po kilka godzin dziennie (zależnie od innych czynników), niezależność od pogody i tylko jedną dekompresję (chociaż dłuższą).

## Budowa kabiny
Kabina Meduza (budowana amatorsko w Stoczni Gdynia) miała kształt zbliżony do graniastosłupa o podstawie sześciokątnej, leżącego poziomo. Balastem były płyty betonowe i kamienie. Część balastu była przymocowana do kabiny, a część leżała na dnie i była połączona z kabiną linami. Liny te mogły być skracane i wydłużane przez załogę kabiny za pomocą wciągarek. W ten sposób mogli oni regulować głębokość zanurzenia. 
Sprężone powietrze i energia elektryczna były dostarczane z bazy na powierzchni, działało też połączenie telefoniczne. Na wypadek awarii kabina była wyposażone we własne zbiorniki powietrza (butle spawalnicze, zamontowane na zewnątrz kabiny). Część zbiorników zawierała czysty tlen do inhalacji tlenowych w czasie dekompresji. 
W kabinie znajdowały się dwie koje dla mieszkańców.
Na zewnątrz można było wyjść przez właz (bez zamknięcia), umieszczony w dnie kabiny. Posiłki były dostarczane z powierzchni przez płetwonurków.
Objętość kabiny wynosiła około 3,7 m³ (3700 litrów).

## Zanurzenie
14 lipca 1967 Antoni Dębski i Aleksander Lassaud zanurzyli się, używając kabiny Meduza w jeziorze Kłodno na głębokość 24 metrów i po pełnej saturacji, wynurzyli się, zatrzymując się na stacjach dekompresyjnych.
Ten eksperyment dzięki zdobyciu doświadczenia i rozgłosowi w mediach, otworzył drogę do zbudowania następnych pojazdów podwodnych.

## Meduza II
Po sukcesie Meduzy projektem zainteresowało się Przedsiębiorstwo Robót Czerpalnych i Podwodnych. Na jego potrzeby technik Antoni Dębski, inż. Jerzy Kuliński i inż. Aleksander Lassaud zaprojektował następną kabinę Meduza II. Wykonana profesjonalnie kabina była gotowa w listopadzie 1968, kiedy dokonano pierwszego zanurzenia. Kabina zanurzyła się wtedy na głębokość 24 metrów. W czasie tego zanurzenia 2 płetwonurków i 1 nurek klasyczny pracowało przy inwentaryzacji wraku leżącego koło Helu  na głębokości ponad 40 m. Zanurzenie to trwało 157 godzin. Następnie Meduza II była używana przy budowie Portu Północnego i innych pracach na Bałtyku, Zalewie Solińskim a nawet w Zatoce Gwinejskiej.
Meduza II była wygodniejsza od prototypu (zainstalowano ubikację). Jako przeznaczona do prac, miała kolektor sprężonego powietrza, umożliwiający podłączenie węży dla nurka klasycznego, bezprzewodowy telefon podwodny.
Wyposażona była w dwa włazy (dolny i górny), po pewnym czasie dobudowano na zewnątrz zbiorniki balastowe, ułatwiające zmianę zanurzenia. Balast stały był wyposażony w komory powietrzne, ułatwiające jego podnoszenie.